# Complexo (psicologia)
Um complexo é um padrão central de emoções, memórias, percepções e desejos no inconsciente pessoal organizado em torno de um tema comum, como poder ou status. Principalmente um termo da psicologia dinâmica, é encontrado extensivamente nas obras de Carl Jung e Sigmund Freud. Na psicanálise, o termo foi usado como equivalente para uma estrutura de catexia da libido. Freud chamava um grupo de ideias catexizado de complexo. Na terceira onda da psicologia cognitiva-comportamental, o conceito é semelhante ao de esquemas de pensamento proposto na terapia do esquema por Jeffrey Young.
Um exemplo de complexo seria o seguinte: se alguém tivesse uma perna amputada quando criança, isso influenciaria profundamente a vida dessa pessoa, mesmo que ela superasse a deficiência física. Uma pessoa pode ter muitos pensamentos, emoções, memórias, sentimentos de inferioridade, triunfos, amargura e determinações centradas nesse aspecto de sua vida. Se esses pensamentos fossem perturbadores e difundidos, Jung poderia dizer que ele ou ela tinha um complexo sobre a perna.
A realidade dos complexos é amplamente aceita na área da psicologia profunda, um ramo da psicologia que afirma que a grande maioria da personalidade é determinada e influenciada por processos inconscientes. Complexos são características comuns do cenário psíquico, de acordo com o relato da psique de Jung, e frequentemente se tornam relevantes na psicoterapia para examinar e resolver, principalmente na jornada em direção à individuação ou totalidade. Sem resolução, os complexos continuam a exercer influência inconsciente e desadaptativa em nossos pensamentos, sentimentos e comportamento e nos impedem de alcançar a integração psicológica.

## História e desenvolvimento da ideia
Carl Jung distinguiu entre dois tipos de mente inconsciente: o inconsciente pessoal e o inconsciente coletivo. O inconsciente pessoal era o acúmulo de experiências da vida de uma pessoa que não podiam ser lembradas conscientemente. O inconsciente coletivo, por outro lado, era uma espécie de herança universal dos seres humanos, uma "memória de espécie" transmitida a cada um de nós, não muito diferente dos programas motores e instintos de outros animais. Jung acreditava que o inconsciente pessoal era dominado por complexos.
O termo "complexo" (em alemão:  Komplex; também "complexos emocionalmente carregados" ou "complexo de ideias tonificado por sentimentos"), foi cunhado por Carl Jung quando ele ainda era um associado próximo de Sigmund Freud. Os complexos eram tão centrais às ideias de Jung que ele originalmente chamou seu corpo de teorias de "psicologia complexa". Historicamente, o termo se originou com Theodor Ziehen, um psiquiatra alemão que experimentou o tempo de reação nas respostas aos testes de associação de palavras. Jung descreveu um "complexo" como um "nó" no inconsciente; pode ser imaginado como um nó de sentimentos e crenças inconscientes, detectáveis indiretamente, através de um comportamento intrigante ou difícil de explicar.
Jung encontrou evidências de complexos muito cedo em sua carreira nos testes de associação de palavras realizados no Burghölzli, a clínica psiquiátrica da Universidade de Zurique, onde Jung trabalhou de 1900 a 1908. Jung desenvolveu a teoria a partir de seu trabalho sobre o Teste de Associação de Palavras. Nesses testes de associação, um pesquisador lê uma lista de 100 palavras para cada sujeito, sendo este solicitado a dizer, o mais rápido possível, a primeira coisa que veio à mente em resposta a cada palavra, e o tempo de reação do sujeito era medido em quintos de segundo. (Sir Francis Galton inventou o método em 1879.) Os pesquisadores notaram reações incomuns - hesitações, lapsos de linguagem, sinais de emoção. Jung estava interessado nos padrões que detectou nas respostas dos sujeitos, sugerindo sentimentos e crenças inconscientes.
Na teoria de Jung, os complexos podem ser conscientes, parcialmente conscientes ou inconscientes. Os complexos podem ser positivos ou negativos, resultando em consequências boas ou ruins. Existem muitos tipos de complexos, mas o núcleo de qualquer complexo é um padrão universal de experiência, ou arquétipo. Dois dos principais complexos sobre os quais Jung escreveu foram a anima (um nó de crenças e sentimentos inconscientes na psique de um homem em relação ao gênero oposto) e o animus (o complexo correspondente na psique de uma mulher). Outros complexos importantes incluem mãe, pai, herói e, mais recentemente, irmão e irmã. Jung acreditava que era perfeitamente normal ter complexos, porque todo mundo tem experiências emocionais que afetam a psique. Embora sejam normais, complexos negativos podem nos causar dor e sofrimento.
A estrutura do complexo consiste em imagens associadas e memórias congeladas de eventos, que podem por exemplo ter sido traumáticos e reprimidos no inconsciente. A "cola" que tece e mantém os elementos associados ao complexo é a emoção. O elemento nuclear é a imagem e experiência que compõe o complexo. Este núcleo, por sua vez, é composto por duas partes:
1. Uma imagem ou impressão psíquica da experiência original.
2. Uma peça inata ou arquetípica ligada a essa experiência.

O núcleo dual do complexo vai crescendo ao acumular associações ao longo da vida.
Ao investigar os fenômenos de associação, mostrei que existem certos grupos de elementos psíquicos em torno de conteúdos  sentimentalmente tonificados, chamados complexos. O conteúdo sentimentalmente tonificado, o complexo, consiste em um elemento nuclear e um grande número de associações secundárias. O elemento nuclear tem dois componentes: primeiro, uma condição que é dada pela experiência, ou seja, uma experiência que está causalmente ligada ao meio ambiente; segundo, uma disposição natural imanente ao caráter individual.
Na psicanálise, complexo passou a designar o agregado estruturado de desejos, ideias, pensamentos e movimentos inconscientes que, quando percebidos como perturbadores, seriam deslocados ou reprimidos e tendem a retornar de várias maneiras, permanecendo como complexos psiquicamente ativos, porém, quase exclusivamente aplicados a conceitos de complexo de Édipo e complexo de castração. Na definição de J. Laplanche e Jean-Bertrand Pontalis, enfatiza-se apontando para um «conjunto organizado de representações e memórias dotadas de intenso valor afetivo, parcial ou totalmente inconscientes».. Segundo essa descrição, os complexos são formados na infância e constituem um produto da estruturação dos vínculos iniciais, cobrindo diversas áreas do funcionamento psicológico (afetos e emoções, mas também atitudes e repertório comportamental).
Para Freud, no entanto, o conceito de "complexo" logo se resultou impreciso. Já em 1914, ele afirma que, embora possam ser reconhecidas a popularidade e a utilidade (mesmo o caráter essencial de certas descrições) da introdução do conceito por parte de Jung, muitas vezes ele seria muito insatisfatório de um ponto de vista teórico. Freud aponta:

Uma terceira contribuição da escola suíça, que pode ter que ser totalmente credenciada a Jung, não posso avaliar tanto quanto muitas pessoas fora da disciplina. Faço alusão à doutrina dos complexos, decorrente dos Diagnostischen Assoziationsstudien [Estudos de diagnóstico da associação] (1906-09). Não resultou em uma teoria psicológica nem pôde ser articulada de maneira natural com o trabalho de doutrinas psicanalíticas. Por outro lado, a palavra «complexo», um termo confortável e muitas vezes indispensável para a síntese descritiva de fatos psicológicos, adquiriu uma carta de cidadania na psicanálise. Nenhum outro nome e designação que a psicanálise deveu inventar para suas necessidades alcançou tanta popularidade nem foi sujeito a um emprego abusivo em detrimento de formações conceituais mais precisas. Na linguagem cotidiana dos psicanalistas, as pessoas começaram a falar em "retorno do complexo" ao se referir ao "retorno do reprimido", ou contraíram o hábito de dizer "eu tenho um complexo contra ele", onde a única coisa certa seria "uma resistência"».
Entretanto, Freud pegou esse termo de Jung em 1906, usando-o como um conceito importante de seu escrito A Investigação Forense e Psicanálise, pelo que a divergência subsequente desse termo deve ser entendida no contexto de uma separação mais profunda das posições teóricas entre Freud e Jung que excedem o quadro dessa discrepância.
Uma das principais diferenças entre a teoria junguiana e freudiana é que o pensamento de Jung postula vários tipos diferentes de complexo. Freud concentrou-se apenas no complexo de Édipo, que refletia desafios de desenvolvimento que todos os jovens enfrentam. Ele não levou em consideração outros complexos, exceto o complexo Electra, do qual falou brevemente (Carlini, 2005).
Depois de anos trabalhando juntos, Jung se separou de Freud, devido a divergências em suas ideias, e cada um deles desenvolveu suas próprias teorias. Jung queria distinguir entre as descobertas dele e de Freud, por isso chamou sua teoria de "psicologia analítica".

## A teoria dos complexos de Jung com citações-chave

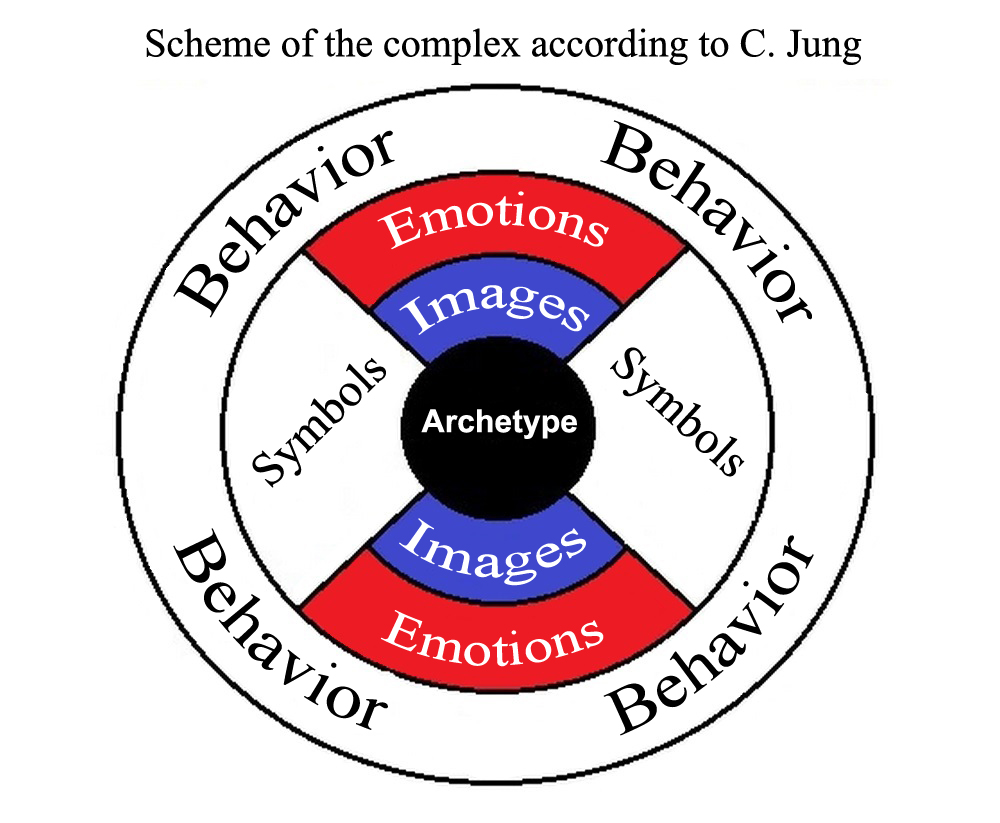
Esquema de complexo de acordo com C. Jung. Archetype - arquétipo; Images - Imagens; Symbols - símbolos; Emotions - emoções; Behavior - comportamento

Até que os complexos sejam tornados conscientes e trabalhados, como é comum na psicoterapia neo-junguiana, eles operam "autonomamente e interferem nas intenções da vontade, perturbando a memória e o desempenho consciente".  
O próprio ego pode ser pensado como um complexo, ainda não totalmente integrado a outras partes da psique (a saber, o superego e o id, ou inconsciente). Conforme descrito por Jung, "por ego, entendo um complexo de ideias que constitui o centro do meu campo de consciência e parece possuir um alto grau de continuidade e identidade. Por isso, também falo de um complexo do ego".
Jung costumava usar o termo "complexo" para descrever um agrupamento parcialmente reprimido, mas altamente influente, de material psíquico carregado, separado ou em desacordo com o "eu" consciente. Daniels (2010) descreveu os complexos como "aglomerações 'presas' de pensamentos, sentimentos, padrões de comportamento e formas somáticas de expressão". Em relação à sua natureza como tonificada por sentimento, Jung escreveu "[um complexo] é a imagem de uma certa situação psíquica que é fortemente acentuada emocionalmente e, além disso, é incompatível com a atitude habitual da consciência. Essa imagem tem uma coerência interna poderosa, tem sua própria totalidade e, além disso, um grau relativamente alto de autonomia, de modo que está sujeita ao controle da mente consciente apenas em uma extensão limitada e, portanto, comporta-se como um corpo estranho animado na esfera da consciência."
O caráter autônomo da psique parcial do complexo é visualizado na personificação dos sonhos ou na forma de "vozes" em certas psicoses. No entanto, a origem mais frequente do complexo como uma psique parcial dividida não reside na psicopatologia, mas 
no conflito moral derivado da aparente impossibilidade de afirmar a totalidade da essência humana
E definitivamente: 
Os complexos são em verdade as unidades vivas da psique inconsciente, cuja existência e natureza só podemos reconhecer graças a eles. De fato, se não houvesse complexos, o inconsciente, tal como aparece na psicologia de Wundt, seria apenas um resíduo de ideias moribundas "sombrias" ou a fringe of consciousness, como William James o chama..
Jung, que adotou o termo de seu professor Pierre Janet, concebia o complexo como a via régia para o inconsciente:
No entanto, a via regia para o inconsciente não são sonhos, como ele pensa, mas complexos, que são a causa de sonhos e sintomas. Essa rota é de natureza menos régia, pois o caminho assinalado pelo complexo se assemelha a uma senda mais acidentada, com muitas revoltas, que muitas vezes se perde na vegetação rasteira e quase nunca atinge o coração do inconsciente, mas seus arredores.

Em suas Considerações gerais sobre a teoria dos complexos (1934), ele introduz a consideração de que todo mundo hoje sabe que alguém "possui complexos", mas que é menos conhecido que os complexos podem nos possuir. Toda constelação de complexos deixa palpável um estado alterado de consciência, uma ruptura da unidade da consciência, dificultando a vontade e a memória. Consequentemente, o complexo é um fator psíquico cuja valência energética excede temporariamente a da consciência. Um complexo ativo pode momentaneamente nos reduz a um estado de falta de liberdade, com alguns complexos podendo usurpar o poder do ego e causar distúrbios e sintomas psicológicos resultantes do desenvolvimento de uma neurose, como pensamentos e atos obssessivos. Jung descreveu a natureza autônoma e autodirigida dos complexos sentimentalmente carregados quando disse 
 "o que não é tão conhecido, mas muito mais importante teoricamente, é que os complexos podem nos tomar. A existência de complexos lança sérias dúvidas sobre o ingênuo pressuposto da unidade de consciência, que é equiparada com a "psique", e sobre a supremacia da vontade. Toda constelação de um complexo postula um estado de consciência perturbado. A unidade da consciência é rompida e as intenções da vontade são impedidas ou feitas impossíveis. Até mesmo a memória é visivelmente afetada, como vimos. O complexo deve, portanto, ser um fator psíquico que, em termos de energia, possui um valor que às vezes excede o de nossas intenções conscientes; caso contrário, essas rupturas na ordem consciente não seriam possíveis. E, de fato, um complexo ativo nos coloca momentaneamente sob um estado de coação, de pensamento e ação compulsivos, para os quais, sob certas condições, o único termo apropriado seria o conceito judicial de responsabilidade diminuída" 
 Por outro lado, Jung falou das "funções diferenciadoras" como essencialmente o desenvolvimento saudável de complexos úteis, mas não sem causar efeitos colaterais muitas vezes indesejáveis. 
 "É verdade que não nos referimos a isso [treinamento e desenvolvimento de funções] como obsessão por um complexo, mas como unilateralidade. Ainda assim, o estado real é aproximadamente o mesmo, com essa diferença, de que a unilateralidade é pretendida pelo indivíduo e é promovida por todos os meios em seu poder, enquanto o complexo é considerado prejudicial e perturbador. As pessoas geralmente não conseguem perceber que a unilateralidade conscientemente voluntária é uma das causas mais importantes de um complexo indesejável e que, inversamente, certos complexos causam uma diferenciação unilateral de valor duvidoso. 
 Em Tipos Psicológicos, Jung descreve os efeitos das tensões entre as funções diferenciadoras dominantes e inferiores, geralmente formando complexos e neuroses, em tipos altamente e até extremamente extremamente unilaterais. 
 "Nas descrições anteriores, não desejo dar a meus leitores a impressão de que esses tipos ocorrem com frequência de forma tão pura na vida real. São, por assim dizer, apenas retratos de família galtonescos, que destacam os traços comuns e, portanto, típicos, enfatizando-os desproporcionalmente, enquanto os traços individuais são igualmente desproporcionalmente apagados. 

### Constelação
No início de suas Considerações gerais sobre a teoria dos complexos (1934), Jung faz uma apresentação do experimento de associação de palavras. Nele, ele aponta que a própria situação experimental leva à constelação de complexos. Ou seja, que diferentes personalidades se afetam e que em interação cria-se um campo psíquico que estimula complexos. O termo constelação refere-se, assim, à criação de um momento psicologicamente carregado, em que a consciência é perturbada por um complexo ou está prestes a ser.

Sob esse conceito, expressa-se que a situação externa provoca um processo psíquico que consiste na recompilação e fornecimento de determinados conteúdos. A expressão "estar constelado" significa que se adota uma atitude de prevenção expectante, a partir da qual reagirá de maneira muito determinada. A constelação é um processo automático que surge involuntariamente, pelo que ninguém pode evitá-la. Os conteúdos constelados são certos complexos que têm sua própria energia específica.
As reações a um complexo são bastante previsíveis quando os complexos específicos de um indivíduo são conhecidos (erótico, infantil, materno, paterno, poder etc.).

## Exemplos
-
- Complexo de Adônis
- Complexo de Don Juan
- Complexo de herói
- Complexo de Laio
- Complexo de Cinderela
- Complexo paterno
- Complexo de deus
- Complexo de Jonas
- Complexo de inferioridade
- Complexo de Jocasta
- Complexo de Medusa
- Complexo de Édipo
- Complexo de Madonna-prostituta
- Complexo de mártir
- Complexo de messias
- Complexo de Fáeton
- Complexo de superioridade
- Complexo de Napoleão
- Complexo de Electra
- Complexo de Ofélia